# Travancorekruiplijster
De travancorekruiplijster (Pomatorhinus horsfieldii) is een zangvogel uit de familie Timaliidae (timalia’s). De soort werd in 1832 wetenschappelijk beschreven door William Henry Sykes, een luitenant-kolonel in het Britse leger in India.

## Verspreiding en leefgebied
Deze soort is endemisch in India en telt vier ondersoorten:
- P. h. obscurus: noordwestelijk India.
- P. h. horsfieldii: westelijk India.
- P. h. travancoreensis: zuidwestelijk India.
- P. h. maderaspatensis: oostelijk-centraal India.

## Status
De grootte van de populatie is niet gekwantificeerd maar de soort wordt omschreven als plaatselijk algemeen. Op de Rode lijst van de IUCN heeft deze soort de status niet bedreigd.